# Oldenhave (buurtschap)
Oldenhave is een buurtschap bij Ruinen, een dorp in de Nederlandse provincie Drenthe. In deze buurtschap heeft tot het begin van de 19e eeuw de havezate Oldenhave gestaan. Hier zetelden de Heren van Ruinen. Een gevelplaat op de boerderij die op de vermoedelijke locatie van deze havezate staat, verwijst naar De Oldenhave.
In 1375 werd voor het eerst melding gemaakt van Oldenhave, destijds werd het vermeld als ten Oeldenhove, wat staat voor de oude hof.
Dorpen en Buurtschappen: Alteveer · Ansen (deels) · Berghuizen · Drogteropslagen · Echten · Eursinge · Fort · Haakswold · Hees · Kerkenveld · Koekange · Koekangerveld · Linde · Oldenhave · Oosteinde · Ruinen · Ruinerweide · Ruinerwold · Veeningen · Weerwille · de Wijk · Zuidwolde

Overige kernen: Anholt · Armweide · Bazuin · Benderse (deels) · Blijdenstein · Bloemberg · Braamberg (deels) · Buitenhuizen · Bultinge · Dickninge · Dijkhuizen · Drogt · Dunningen · Eemten · Engeland · Gijsselte · Haalweide · Hoge Linthorst · Kraloo (deels) · Kraloo · Leeuwte · Lubbinge · Lunssloten · Middelveen · Nolde · Noordwijk · Oosterwijk · Oshaar · Oud Veeningen · Paardelanden · Pieperij · Rheebruggen · Schottershuizen · Schrapveen · De Stapel · Steenbergen · Struikberg · De Stuw · Ten Arlo · De Tippe · Vuile Riete · Wemmenhove · Witteveen (deels) 

Drenthe: Steden en dorpen      Nederland: Provincies · Gemeenten